# 蕭奪剌
蕭奪剌（?—?），字挼懶。辽国官员。契丹人，遙輦洼可汗宮出身。
蕭撒抹之子。体格容貌雄偉，騎射过人。由祗候郎君升任漢人行宮副部署。後为烏古敵烈統軍使。以战斗功績加龍虎衛上将軍之位，授西北路招討使。因为向朝廷報告北方情势，請願以西北路諸部和倒塌嶺統軍司连兵屯駐。二度上表，朝廷没有采纳。转任東北路統軍使。
乾統元年（1101年），再任西北路招討使。北阻卜耶睹刮率近邻諸部入侵，蕭奪剌迎击，追奔数十里。乾統二年（1102年）趁耶睹刮没有防備，他率领轻騎袭击，多虏获马牛羊等家畜。
天祚帝下命令招討、副統軍、都监内一名入朝，萧奪剌派軍事付幕吏入朝。于是問罪免官。转任西京留守，再任東北路統軍使。在官任上去世。

## 延伸阅读
[在维基数据编辑]
 《遼史/卷92》，出自脱脱《遼史》